# Nordjysk Operakompagni
Det Nordjyske Operakompagni er et operaselskab, der har hjemme i Nordjylland. Kompagniet blev etableret i 1990 på initiativ af en række sangere og undervisere ved Nordjysk Musikkonservatorium. Første forestilling var Mozarts Così fan tutte på Hjørring Teater. I 2001, efter knap 10 år som sem-prof. forening, blev Det Nordjyske Operakompagni et egnsteater og Nigel Warrington blev ansat som kompagniets første fuldtid kunstnerisk leder/operachef. 
Det Nordjyske Operakompagni har samarbejde med Opera i Rebild. Kompagniet har ansvaret for den kunstneriske programlægning af operafesten.

## Forestillinger
- 2008/2009 Mozart: Teaterdirektøren, instruktion Troels Kold
- 2008 Vestad: Cappuccinosanger, instruktion Lotte Hermann
- 2007 Vestad: Cappuccinosanger, instruktion Lotte Hermann
- 2005 Pergolesi: La Serva Padrona, instruktion Lotte Hermann
- 2004 Pergolesi: La Serva Padrona, instruktion Lotte Hermann
- 2003 Rossini: Figaro, Figaro!, instruktion Nigel Warrington
- 2003 Argento: A Waterbird Talk, instruktion Nigel Warrington (med Aalborg Symfoniorkester)
- 2003 Mozart: Bortførelsen fra Seraillet, samproduktion med Århus Sommeropera, instruktion Nigel Warrington
- 2003 Weill: Fra Berlin til Broadway, instruktion Nigel Warrington
- 2002 Offenbach: Den forvandlede kat, instruktion Nigel Warrington
- 2002 Verdi: Macbeth, instruktion Nigel Warrington
- 2001 Mozart: Bastien og Bastienne, instruktion Nigel Warrington
- 2001 Ilja Bergh: Manden som ikke ville være død, instruktion Nigel Warrington. Premiere på Aalborg Teater
- 2000 Mennotti: Tyven og Enken, instruktion Lotte Hermann
- 1999 Rung: Den trekantede Hat, instruktion Nigel Warrington
- 1998 Walton: Bjørnen, instruktion Lotte Hermann
- 1997 Humperdinck: Hans og Grete, instruktion Hans Rosenquist
- 1996 Pergolesi: La Serva Padrona, instruktion Lotte Hermann
- 1995 Pergolesi: La Serva Padrona, instruktion Lotte Hermann
- 1994 Cimarosa: Det Hemmelige Ægteskab, instruktion Lotte Hermann. Premiere på Jomfru Ane Teatret august 1994
- 1992 Erik Bach: Bag Spejlet, instruktion Troels Kold
- 1990 Mozart: Cosi fan Tutte, instruktion Troels Kold. Premiere på Hjørring Teater nov. 1990

## Eksterne links
- Egen hjemmeside Arkiveret 11. juli 2018 hos  Wayback Machine